# Dan kozmonautike
Dan kozmonautike (rus. День Космона́втики, odnosno Всемирный день авиации и космонавтики: Svjetski dan avijacije i kozmonautike), praznik koji se 12. travnja slavi u Rusiji i nekim zemljama bivšeg SSSR-a. Poslije 7. travnja 2011. godine 12. travnja proglašen je Međunarodnim danom čovjekovih svemirskih letova u spomen na prvi čovjekov svemirski let koji je 12. travnja 1961. učinio 27-godišnji Rus i sovjetski kozmonaut Jurij Gagarin. Gagarin je u svemirskoj letjelici Vostoku 1 opkružio Zemlju za 1 sat i 48 minuta.
Praznik je u Sovjetskom Savezu bio proglašen godinu dana poslije, 9. travnja 1962. U modernoj Rusiji slavi se u skladu s člankom 1.1 "Zakona o danima vojne slave i datumima sjećanja u Rusiji".
Gagarinov je let bio golem uspjeh za sovjetski svemirski program i započeo je novu eru u povijesti istraživanja svemira. Gagarin je postao nacionalni junak Sovjetskog Saveza i istočnog bloka te slavna figura diljem svijeta. Glavne novine diljem svijeta objavile su njegovu biografiju i detalje njegova leta. Moskva i ostali gradovi u SSSR-u održali su parade, koje su po svojoj veličini bile odmah iza pobjedničkih parada na kraju Drugog svjetskog rata. Gagarin je u dugačkoj povorci automobila s visoko pozicioniranim službenicima ispraćen na ulicama Moskve sve do Kremlja gdje ga je, u raskošnoj ceremoniji, sovjetski vođa Nikita Hruščov odlikovao najvećom sovjetskom čašću, naslovom heroja Sovjetskog Saveza.
Danas ceremonija komemoracije na Dan kozmonautike počinje u gradu Koroljovu, blizu Gagarinova kipa. Sudionici zatim nastavljaju pod policijskom pratnjom do Crvenog trga da bi posjetili Gagarinov grob u nekropoli u Kremaljskim zidinama i nastavili do Aleje kozmonauta blizu spomenika pokoriteljima kozmosa. Naposljetku se svečanosti zaključuju posjetom Novodjevičjem groblju.
7. travnja 2011. Opća skupština Ujedinjenih naroda prihvatila je rezoluciju kojom proglašava 12. travnja Međunarodnim danom čovjekovih svemirskih letova.
Hit «Trava u doma» (rus.: Trava u domu) u izvedbi ruskog rock-sastava “Zemljane” (rus.: Zemljani) stekao je službeni status prve himne ruske kozmonautike. Ovu pjesmu ruski kozmonauti tradicionalno uzimaju sa sobom pri svojem premješanju za orbitalne zadatke.

## Galerija
- Sovjetska marka, Jurij Gagarin, 1964
- Sovjetska marka, Alexei Leonov, 1967
- Sovjetska marka, 1972
- Sovjetska marka, "Mir", 1990
- Jubilarni novčić "50 лет первого полёта человека в космос". Rusija, 2011
- Ruski kozmonaut Sergej Krikaljov prije polaganja cvijeta uz podnožje kipa Jurija Gagarina u Koroljovu na Dan kozmonautike 2002. godine

## Više informacija
- popis kozmonauta
- Jurijeva noć